# Desvío del río Fénix
El desvío del cauce del río Fénix fue una operación realizada por orden del perito argentino Francisco Pascasio Moreno en 1898 mediante la cual parte de las aguas de este río fueron dirigidas hacia el río Deseado, generando artificialmente un río que al dividirse sus aguas llegaban al océano Pacífico y al océano Atlántico. La operación se dio en el marco de la delimitación de las hoyas lacustres de la cordillera de los Andes que se hallaban en litigio entre la Argentina y Chile y que su solución había sido encomendada al fallo arbitral del laudo de 1902 del rey del Reino Unido. El desvío se realizó en el lugar entonces denominado Nacimiento, en donde hoy se levanta la localidad de Perito Moreno en la Provincia de Santa Cruz.

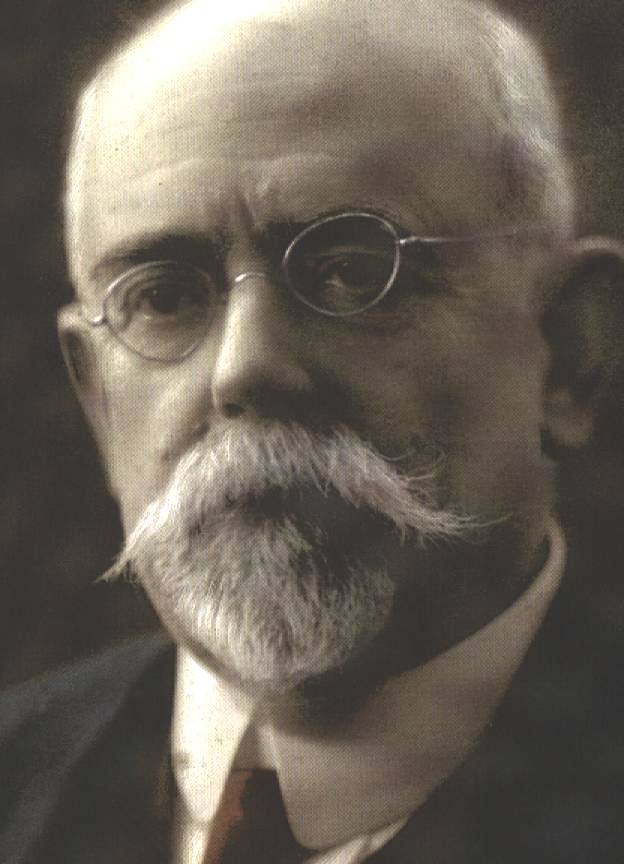
Francisco Pascasio Moreno.

## El río Fénix
En el siglo XIX el río Fénix se denomina río Fénix Grande, tomando el nombre de río Fénix Chico el curso que desagua en el lago Buenos Aires/General Carrera. Este sistema ha sufrido modificaciones desde el Pleistoceno superior al Holoceno. Luego de la penúltima glaciación se formó el río Fénix como desagüe intermorrénico, siendo entonces el río Deseado emisario del lago Buenos Aires y el río Fénix Grande su principal afluente en el área. Cuando en el período Holoceno el lago Buenos Aires comenzó a descargar sus aguas en el océano Pacífico, disminuyó su altura cortando su descarga hacia el Atlántico por el río Deseado. En esas circunstancias el río Fénix descendió hacia el lago Buenos Aires interrumpiendo su afluencia hacia el río Deseado, que quedó seco en su valle superior. Actualmente parte de las aguas del río Fénix Grande son desviadas hacia el lago Buenos Aires por la canalización en una estancia a 60 km de Perito Moreno, habiéndose cortado la afluencia hacia ese lago en el lugar en donde se hizo el desvío en 1898.

## Exploraciones galesas
Colonos procedentes de Gales se establecieron desde 1865 en la actual Provincia del Chubut, desde donde realizaron exploraciones al interior patagónico. En 1893 el ingeniero Llwyd ap Iwan, hijo de Michael Daniel Jones quien fuera el impulsor de la colonización galesa en Chubut, se asoció con otros trece colonos galeses y con el italiano Francisco Pietrobelli, fundando en el pueblo de Gaiman la Phoenix Patagonian Minning & Land Company. Una compañía dedicada a la exploración en busca de minerales explotables que en 1895 exploró el valle superior y medio del río Deseado en busca de un lugar fértil en donde establecer una colonia. Ap Iwan dio con un río que naciendo de la cordillera de los Andes en la falda del monte que hoy lleva su nombre —cerro Ap Iwan—, recorría 55 km y giraba bruscamente al alcanzar el cañadón del Deseado para desaguar luego de otros 17 km de recorrido en el lago Buenos Aires. Este río pasó a ser conocido con el nombre de la compañía traducido al castellano, Fénix por Phoenix.
Ap Iwan proyectó la construcción de un canal para llevar las aguas del río Fénix hacia el Deseado restituyendo la fertilidad al valle en donde se establecería una colonia galesa. El canal proyectado por Ap Iwan comenzaría en un dique para embalsar sus aguas y tendría 57 km de largo, 10 metros de ancho y 1 de profundidad. La colonia tendría además otro embalse en el río Pinturas, otro afluente del Deseado, y canales de riego. A cambio de realizar la obra de ingeniería, Ap Iwan solicitó al gobierno argentino 3 lotes de 270 000 ha (100 leguas cuadradas) cada uno para establecer en ellos a 75 familias. El gobierno argentino aceptó la realización de la obra, pero en agosto de 1896 ofreció que se establecieran entre 25 y 30 familias de agricultores con 500 ha para cada una.
Ap Iwan escribió entonces en su Diario en enero de 1897:

Habiendo sido recibidas favorablemente por los ministros del Gobierno Argentino en ejercicio, las propuestas de la Sociedad Fénix de desviar las aguas del río Fénix de su curso original y utilizar sus aguas para irrigar el actualmente estéril valle del río Deseado y habiendo dado su aprobación al proyecto fui encomendado por la Sociedad ha hacer una prospección del canal propuesto con una estimación del costo de todo el proyecto.

El proyectado canal fue amojonado y se presupuestó el costo de la obra en 40 000 libras esterlinas.

## Disputa de límites

Disputa limítrofe en la Patagonia antes del laudo de 1902.

En enero de 1894 el perito chileno Diego Barros Arana, haciendo una interpretación del Protocolo de Límites de 1893, declaró que entendía que el encadenamiento principal de los Andes era la línea no interrumpida de cumbres que dividen las aguas y que forman la separación de las hoyas o regiones hidrográficas tributarias del Atlántico por el oriente y del Pacífico por el occidente. El perito argentino Norberto Quirno Costa respondió que ellos no tenían facultades para definir que significaba encadenamiento principal de los Andes ya que sólo eran demarcadores. En abril de 1896 se firmó el acuerdo para facilitar las operaciones de deslinde territorial, que designó al monarca británico para laudar en caso de desacuerdos. En septiembre de 1896 Quirno Costa renunció como perito y lo remplazó Francisco Pascasio Moreno. Al no ponerse de acuerdo los peritos sobre distintos trechos de la frontera, se decidió en 1898 recurrir al artículo VI párrafo 2 del Tratado de Límites de 1881 y solicitar a la reina Victoria del Reino Unido una sentencia arbitral en la cuestión, quien designó tres jueces británicos. En 1901 uno de los jueces, el coronel Thomas Holdich, viajó a estudiar las zonas en litigio. El gobierno argentino sostuvo que el límite debía ser esencialmente una frontera orográfica por las más altas cumbres de la cordillera de los Andes, por ser este un límite inconmovible, y el gobierno chileno sostuvo la divisoria continental de aguas.

## Desvío del río
Moreno pasó por el lugar en 1896 tomando conocimiento del proyecto de desvió del río Fénix, estando el área en litigio. Moreno vio la oportunidad de probar que la tesis chilena de establecer el límite por el divortium aquarum continental, la línea divisoria de las cuencas hidrográficas del Atlántico y del Pacífico, podía ser puesta en duda al modificar fácilmente el curso de un río para que cambie de cuenca, algo que ya había hecho la naturaleza en ese lugar. 
Moreno había escrito en su libro Reconocimiento de la Región Andina de la República Argentina. Apuntes preliminares sobre una excursión a los territorios de Neuquén, Río Negro, Chubut y Santa Cruz, publicado en 1897:

El río Fénix nace de los ventisqueros del macizo cordillerano que domina el lago Buenos Aires, en el territorio de Santa Cruz, y desciende de inmediato al pie de la meseta, en la depresión entre las dos líneas principales de morenas. Este río da mil vueltas, según los caprichos de los montículos areniscos, hacia el sudeste, para volver violentamente al oeste, a desaguar en un lago, después de un curso de más de 50 km entre las morenas. El río Fénix que corría antes permanentemente hacia el Atlántico, ha sido interrumpido en su curso por uno de esos fenómenos comunes en los ríos que cruzan terrenos sueltos, principalmente glaciares. Un simple derrumbe de piedras sueltas ha desviado gran parte de su curso, llevándolo al lago cuyo desagüe aún ignoro, mientras que al oriente corren aguas sólo durante las grandes crecientes en que se rebalsa, produciéndose entonces una pequeña corriente sobre el viejo cauce, hoy casi relleno, pero que bastaría el esfuerzo de algunas horas de trabajo para que esas aguas volvieran a su dirección primitiva y corrieran todas hacia el río Deseado. Las cartas geográficas antiguas indican el río Deseado como un río caudaloso, y es probable que lo fuera en tiempos que fue explorado por los primeros descubridores, cuyas observaciones merecen, por lo general, más crédito del que se le presta. Visité en 1876 este río, o más bien su antiguo lecho, en el desagüe en el Puerto de su nombre y sólo encontré pequeños manantiales, fenómeno cuya explicación está en el que se observa en el Fénix y en otros casos análogos. Si hubiera dispuesto de tiempo, hubiera vuelto a ese cauce la antigua corriente, pues trabajos mayores ejecutan cada día los "tomeros" en los ríos de San Juan, Mendoza, etc., para el riego de las fincas.
 Si la nación decidiera crear en este paraje una colonia, tengo la convicción de que no le costaría un centavo llevar las aguas del río Fénix y las del río Deseado superior al Atlántico, y los resultados prácticos de esta obra serían considerables, pues aprovechando ese hermoso puerto se establecería una fácil comunicación con la región andina tan fértil y, además, se convertiría aquella bahía, hoy solitaria, en apostadero de primer orden para la armada nacional.

En enero de 1898 Moreno encargó a su secretario Clemente Onelli la apertura de un canal hacia el cañadón del Deseado, terminándose la obra una semana antes de que pasara por allí la comisión arbitral. En 1904 Onelli publicó el libro Trepando los Andes describiendo una exploración que había realizado en 1903, recordando al pasar por el río Fénix lo que había hecho allí en 1898: 

En este paraje en el año 1898, siguiendo las instrucciones del perito Dr. Moreno, desviamos el curso de ese río que desagua en el lago Buenos Aires, haciéndole correr como afluente del río Deseado.  Quedé un rato contemplando la obra que los años y las inundaciones habían completado abriendo más caudaloso lecho; recordé los once días de trabajo febril con las manos llagadas por el uso de la pala; recordé que se debía terminar esa prueba de la teoría de Moreno para el día que llegase a pasar por allí el perito chileno, y recordé el motín de algunos hombres que tuve que dominar, revólver en mano, acobardados por la ímproba tarea: se me presentaron a la mente esas horas de ansia, cuando abierta la boca del canal, las aguas durante una noche, se estancaron allá donde termina la pampa, irresolutas en seguir la pendiente del cañadón del río Deseado. Ahora el río entra tranquilo por ese canal y sus aguas se deslizan veloces como si siempre hubiesen hecho eso desde el principio de los siglos (...) El día en que el gobierno corrija un tanto la entrada del Fénix al río Deseado, la obra imaginada por Moreno dará también riego y vida a unos cuantos millones de hectáreas de campos resecos, coronando así la obra de este sabio infatigable que ha conseguido para su patria miles de leguas discutidas por el vecino, y bajo su impulso enérgico e incansable dirección, la geografía argentina, que estaba atrasada en cincuenta años, se puso al día en poco tiempo, tanto que geógrafos como Reclús, Rabot, Lapparent  y Gallois, declararon al conjunto del trabajo por él presentado al Arbitro inglés como el más bello ejemplo de la energía y actividad americanas.

## Reacción chilena
Cuando el 18 de febrero de 1898 Alejandro Bertrand, ayudante del perito chileno, pasó por el río Fénix, observó el canal que se había abierto comunicándoselo a Barros Arana. Cuando éste pasó también por el lugar comunicó el hallazgo al gobierno chileno. El 12 de mayo de 1898 el ministro chileno en Buenos Aires presentó una protesta diplomática pidiendo una investigación: 

La naturaleza y gravedad de esos datos justifican una seria investigación; pero solamente el gobierno argentino está en situación de ordenarla con expectativas seguras de llegar a establecer las verdaderas responsabilidades (...)
 ambos países deberían abstenerse de ejecutar actos posesorios y mucho menos actos tendentes a variar su dependencia hidrográfica, cualquiera que pudiera ser (...)
 por cuanto había circunstancias que le hacían creer que los autores de la desviación fueron miembros de las comisiones argentinas de límites (...) 
 la zanja habría sido abierta durante el mes de enero por colonos galenses contratados y traídos al efecto a gran distancia desde la región del Chubut por la octava sub comisión argentina.

El canciller argentino Amancio Alcorta respondió el 27 de julio de 1898:

Antes de conocer los antecedentes que V. E. menciona, y que no le conducen a conclusión alguna asertiva, el Gobierno argentino se había informado de ella por las publicaciones de la prensa; pero dándose cuenta de su alcance con ánimo sereno, como lo ha hecho en las circunstancias más graves, creyó como cree actualmente que no merecían ocupar su atención desde que aún siendo exactas, no alteran en nada la situación anterior perfectamente conocida y comprobada por las mismas transcripciones que hace V. E. del libro del señor Moreno.
 El Gobierno argentino no se ha creído ni se cree en el deber de efectuar averiguaciones sobre hechos que, aún resultado exactos, carecen de importancia y no tocan ni alteran los derechos de los países limítrofes, hayan sido estos producidos por los empleados del Señor Perito argentino, en comprobación de sus estudios, o por los pobladores de esas regiones que han necesitado mayor caudal de agua para sus operaciones de riego de los terrenos que ocupan.

Posteriormente explicó que "En realidad, los ayudantes del Perito restablecieron el curso natural del río, pero no intentaron cambiar la situación de la Cordillera de los Andes". En su siguiente visita a Chile Moreno fue recibido con silvatinas y pedradas.
El 20 de noviembre de 1902 el rey británico Eduardo VII falló considerando que el lenguaje del tratado de 1881 y del protocolo de 1893 era ambiguo y susceptible de varias interpretaciones, siendo irreconciliables las posiciones de ambos países, disponiendo que en el lugar el límite internacional debía pasar por el monte Ap Iwan, cortando el lago Buenos Aires, que del lado chileno recibió el nombre de lago General Carrera, quedando todo el curso del río Fénix del lado argentino.